# Антон Пан
Антон Пан (између 1794. и 1798. — 3. новембар 1854. године) је влашки писац, песник, композитор и фолклорист. Зачетник је румунског фолклора и као такав је помогао у стварању румунског књижевног језика. Аутор је музике румунске химне — „Пробудите се Румуни”. Рођен је као Антон Пантолеон или Антон Петровић, по неким је изворима ромско-грчког, по другим бугарско-цинцарског порекла.

## Радови

### Литерарни радови
- Versuri musiceşti („Musical Lyrics”)
- Poezii deosebite sau cântece de lume („Various Poems or Worldly Chants”)
- Îndreptătorul beţivilor („The Correction Instrument for Drunks”)
- Hristoitia sau Şcoala moralului („Hristoitia or the School of Morals”)
- Noul erotocrit („The New Erotokritus”)
- Marş de primăvară („March of the Spring”)
- Memorialul focului mare („A Memoir of the Great Fire”)
- Culegere de proverburi sau Povestea vorbei („Collection of Proverbs or the Story of the Word”)
- Adiata („Testament”)
- Înţeleptul Archir şi nepotul său Anadam („Archir the Wise and His Nephew Anadam”)
- Spitalul amorului sau Cântătorul dorului („The Hospital of Love or the Singer of Longing”)
- O şezătoare la ţară sau Călătoria lui Moş Albu („A Countryside Gathering or Father Albu's Trip”)
- Versuri sau Cântece de stea („Lyrics or Songs to the Stars”)
- Cântătorul beţiei. Care cuprinde numele beţivilor şi toate faptele care decurg din beţie („The Poet of Drunkenness. Comprising the Names of Drunks and All Deeds Caused by Drunkenness”)
- Triumful beţiei sau Diata ce o lasă un beţiv pocăit fiului său („The Triumph of Drunkenness or the Testament Left by a Penitent Drunk to His Son”)
- Năzdrăvăniile lui Nastratin Hogea („The Mischiefs of Nastratin Hogea”)
- Poveşti şi angdote versificate („Versified Stories and Anecdotes”)
- De la lume adunate şi iarăşi la lume date („[Sayings] Gathered from Folk and Returned to Folk”)